# Anacroneuria lineata
Anacroneuria lineata är en bäcksländeart som först beskrevs av Luisa Eugenia Navas 1924.  Anacroneuria lineata ingår i släktet Anacroneuria och familjen jättebäcksländor. Inga underarter finns listade i Catalogue of Life.